# 6.ª etapa do Giro d'Italia de 2019
A 6.ª etapa do Giro d'Italia de 2019 teve lugar a 16 de maio de 2019 entre Cassino e San Giovanni Rotondo sobre um percurso de 238 km e foi vencida pelo ciclista italiano Fausto Masnada da equipa Androni Giocattoli-Sidermec, quem arrematou uma longa fuga junto com o ciclista italiano Valerio Conti da equipa UAE Emirates, novo portador da Maglia Rosa.

## Classificação da etapa
| \| Classificação por etapas \| Classificação por etapas \| Classificação por etapas \| Classificação por etapas \| Classificação por etapas \| \| Ciclista \| Ciclista \| Equipe \| Tempo \| \| \| ------------------------ \| ------------------------ \| --------------------------- \| ------------------------ \| ------------------------ \| \| 1. \| Fausto Masnada \| Androni Giocattoli-Sidermec \| 5h45m01s \| \| \| 2. \| Valerio Conti \| UAE Team Emirates \| + 5s \| \| \| 3. \| José Joaquín Rojas \| Movistar Team \| + 38s \| \| \| 4. \| Rubén Plaza \| Israel Cycling Academy \| + 38s \| \| \| 5. \| Giovanni Carboni \| Bardiani CSF \| + 43s \| \| \| 6. \| Pieter Serry \| Deceuninck-Quick Step \| + 54s \| \| \| 7. \| Valentin Madouas \| Groupama-FDJ \| + 54s \| \| \| 8. \| Nans Peters \| AG2R La Mondiale \| + 57s \| \| \| 9. \| Andrey Amador \| Movistar Team \| + 57s \| \| \| 10. \| Amaro Antunes \| CCC Team \| + 57s \| \| |                    |                             |          |
| |                    |                             |          |
| Fonte: ProCyclingStats |                    |                             |          |
| Classificação por etapas |                    |                             |          |
| Ciclista | Ciclista           | Equipe                      | Tempo    |
| 1. | Fausto Masnada     | Androni Giocattoli-Sidermec | 5h45m01s |
| 2. | Valerio Conti      | UAE Team Emirates           | + 5s     |
| 3. | José Joaquín Rojas | Movistar Team               | + 38s    |
| 4. | Rubén Plaza        | Israel Cycling Academy      | + 38s    |
| 5. | Giovanni Carboni   | Bardiani CSF                | + 43s    |
| 6. | Pieter Serry       | Deceuninck-Quick Step       | + 54s    |
| 7. | Valentin Madouas   | Groupama-FDJ                | + 54s    |
| 8. | Nans Peters        | AG2R La Mondiale            | + 57s    |
| 9. | Andrey Amador      | Movistar Team               | + 57s    |
| 10. | Amaro Antunes      | CCC Team                    | + 57s    |

## Classificações ao final da etapa

### Classificação geral(Maglia Rosa)
| \| Classificação geral \| Classificação geral \| Classificação geral \| Classificação geral \| Classificação geral \| \| Ciclista \| Ciclista \| Equipe \| Tempo \| \| \| ------------------- \| ------------------- \| --------------------------- \| ------------------- \| ------------------- \| \| 1. \| Valerio Conti \| UAE Team Emirates \| 25h22m00s \| \| \| 2. \| Giovanni Carboni \| Bardiani CSF \| + 1m41s \| \| \| 3. \| Nans Peters \| AG2R La Mondiale \| + 2m09s \| \| \| 4. \| José Joaquín Rojas \| Movistar Team \| + 2m12s \| \| \| 5. \| Valentin Madouas \| Groupama-FDJ \| + 2m19s \| \| \| 6. \| Amaro Antunes \| CCC Team \| + 2m45s \| \| \| 7. \| Fausto Masnada \| Androni Giocattoli-Sidermec \| + 3m14s \| \| \| 8. \| Pieter Serry \| Deceuninck-Quick Step \| + 3m25s \| \| \| 9. \| Andrey Amador \| Movistar Team \| + 3m27s \| \| \| 10. \| Sam Oomen \| Team Sunweb \| + 4m57s \| \| |                    |                             |           |
| |                    |                             |           |
| Fonte: ProCyclingStats |                    |                             |           |
| Classificação geral |                    |                             |           |
| Ciclista | Ciclista           | Equipe                      | Tempo     |
| 1. | Valerio Conti      | UAE Team Emirates           | 25h22m00s |
| 2. | Giovanni Carboni   | Bardiani CSF                | + 1m41s   |
| 3. | Nans Peters        | AG2R La Mondiale            | + 2m09s   |
| 4. | José Joaquín Rojas | Movistar Team               | + 2m12s   |
| 5. | Valentin Madouas   | Groupama-FDJ                | + 2m19s   |
| 6. | Amaro Antunes      | CCC Team                    | + 2m45s   |
| 7. | Fausto Masnada     | Androni Giocattoli-Sidermec | + 3m14s   |
| 8. | Pieter Serry       | Deceuninck-Quick Step       | + 3m25s   |
| 9. | Andrey Amador      | Movistar Team               | + 3m27s   |
| 10. | Sam Oomen          | Team Sunweb                 | + 4m57s   |

### Classificação por pontos(Maglia Ciclamino)
| Classificação por pontos | Classificação por pontos | Classificação por pontos    | Classificação por pontos | Classificação por pontos |
| Ciclista                 | Ciclista                 | Equipe                      | Pontos                   |                          |
| ------------------------ | ------------------------ | --------------------------- | ------------------------ | ------------------------ |
| 1.                       | Pascal Ackermann         | Bora-Hansgrohe              | 121 pts                  |                          |
| 2.                       | Fernando Gaviria         | UAE Team Emirates           | 93 pts                   |                          |
| 3.                       | Arnaud Démare            | Groupama-FDJ                | 86 pts                   |                          |
| 4.                       | Caleb Ewan               | Lotto-Soudal                | 66 pts                   |                          |
| 5.                       | Richard Carapaz          | Movistar Team               | 50 pts                   |                          |
| 6.                       | Matteo Moschetti         | Trek-Segafredo              | 32 pts                   |                          |
| 7.                       | Valerio Conti            | UAE Team Emirates           | 29 pts                   |                          |
| 8.                       | Primož Roglič            | Team Jumbo-Visma            | 27 pts                   |                          |
| 9.                       | Fausto Masnada           | Androni Giocattoli-Sidermec | 25 pts                   |                          |
| 10.                      | Diego Ulissi             | UAE Team Emirates           | 25 pts                   |                          |

### Classificação da montanha(Maglia Azzurra)
| Classificação da montanha | Classificação da montanha | Classificação da montanha   | Classificação da montanha | Classificação da montanha |
| Ciclista                  | Ciclista                  | Equipe                      | Pontos                    |                           |
| ------------------------- | ------------------------- | --------------------------- | ------------------------- | ------------------------- |
| 1.                        | Giulio Ciccone            | Trek-Segafredo              | 24 pts                    |                           |
| 2.                        | Fausto Masnada            | Androni Giocattoli-Sidermec | 18 pts                    |                           |
| 3.                        | Valerio Conti             | UAE Team Emirates           | 8 pts                     |                           |
| 4.                        | Giovanni Carboni          | Bardiani CSF                | 6 pts                     |                           |
| 5.                        | François Bidard           | AG2R La Mondiale            | 6 pts                     |                           |
| 6.                        | Marco Frapporti           | Androni Giocattoli-Sidermec | 4 pts                     |                           |
| 7.                        | Primož Roglič             | Team Jumbo-Visma            | 4 pts                     |                           |
| 8.                        | Rubén Plaza               | Israel Cycling Academy      | 4 pts                     |                           |
| 9.                        | Louis Vervaeke            | Team Sunweb                 | 3 pts                     |                           |
| 10.                       | Łukasz Owsian             | CCC Team                    | 3 pts                     |                           |

### Classificação dos jovens(Maglia Bianca)
| Classificação dos jovens | Classificação dos jovens | Classificação dos jovens | Classificação dos jovens | Classificação dos jovens |
| Ciclista                 | Ciclista                 | Equipe                   | Tempo                    |                          |
| ------------------------ | ------------------------ | ------------------------ | ------------------------ | ------------------------ |
| 1.                       | Giovanni Carboni         | Bardiani CSF             | 25h23m41s                |                          |
| 2.                       | Nans Peters              | AG2R La Mondiale         | + 28s                    |                          |
| 3.                       | Valentin Madouas         | Groupama-FDJ             | + 38s                    |                          |
| 4.                       | Sam Oomen                | Team Sunweb              | + 3m16s                  |                          |
| 5.                       | Nicola Conci             | Trek-Segafredo           | + 4m08s                  |                          |
| 6.                       | Miguel Ángel López       | Astana                   | + 4m27s                  |                          |
| 7.                       | Hugh Carthy              | EF Education First       | + 4m59s                  |                          |
| 8.                       | Pavel Sivakov            | Team Ineos               | + 5m07s                  |                          |
| 9.                       | Tao Geoghegan Hart       | Team Ineos               | + 6m02s                  |                          |
| 10.                      | Ben O'Connor             | Dimension Data           | + 6m42s                  |                          |

### Classificação por equipas"Super Team"
| Classificação por equipes | Classificação por equipes   | Classificação por equipes | Classificação por equipes |
| Equipe                    | Equipe                      | Tempo                     |                           |
| ------------------------- | --------------------------- | ------------------------- | ------------------------- |
| 1.                        | Movistar Team               | 76h14m55s                 |                           |
| 2.                        | UAE Team Emirates           | + 3m33s                   |                           |
| 3.                        | Deceuninck-Quick Step       | + 5m12s                   |                           |
| 4.                        | Androni Giocattoli-Sidermec | + 6m44s                   |                           |
| 5.                        | AG2R La Mondiale            | + 7m02s                   |                           |
| 6.                        | Trek-Segafredo              | + 10m08s                  |                           |
| 7.                        | Bora-hansgrohe              | + 10m11s                  |                           |
| 8.                        | CCC Team                    | + 10m14s                  |                           |
| 9.                        | Mitchelton-Scott            | + 10m40s                  |                           |
| 10.                       | Astana                      | + 10m58s                  |                           |

## Abandonos
- Laurens ten Dam, lastrado por uma caída dias atrás, abandonou durante o transcurso da etapa.[2]
- Robert Power, uma queda nos primeiros quilómetros da etapa obrigou-lhe a abandonar.[3]